# Jolanta Petkevičienė
Jolanta Petkevičienė (* 6. September 1967) ist eine litauische Verwaltungsjuristin, bis 2023 Leiterin der Obersten Wahlkommission der Republik Litauen.

## Leben
Nach dem Abitur 1985 an der 41. Mittelschule in Karoliniškės der litauischen Hauptstadt Vilnius absolvierte Jolanta Petkevičienė das Diplomstudium der Rechtswissenschaft als Diplom-Juristin an der Universität Vilnius. Von 1992 bis 1993  arbeitete sie im Vorstand für innere Angelegenheiten der Stadtgemeinde Vilnius, von 1993 bis 1994 in der Personalabteilung der Regierungskanzlei der Republik Litauen, von 1993 bis 1994  bei UAB "Ūkio bankas" und im Unternehmen UAB "Giunteris ir Augis".  Von 1994 bis 2000 war sie Oberspezialistin und  stellvertretende Leiterin der Rechts- und Personalabteilung und von  2009 bis 2016  Leiterin des Personals, stellvertretende Leiterin der Unterabteilung für Informationsversorgung sowie Leiterin der Unterabteilung für Planung und Finanzen am Departement für Staatssicherheit der Republik Litauen (VSD).
Von 2000 bis 2006 war Jolanta Petkevičienė Leiterin des Sekretariats und von 2006 bis 2009 Vorsitzende der Obersten Ethikkommission. Von  2017 bis 2019 arbeitete sie als Notargehilfe des 1. Notariats der Stadt Druskininkai.
Vom  25. Mai 2021 bis April 2023 war sie Vorsitzende der Hauptwahlkommission Litauens.
Seit 2019 ist Jolanta Petkevičienė Mitglied von Šaulių sąjunga.
Jolanta Petkevičienė ist geschieden und hat einen Sohn.